# NGC 7704
NGC 7704 في الفهرس العام الجديد، هي مجرة، تقع في كوكبة الحوت. اكتشفت في 13 أكتوبر 1827 بواسطة جون هيرشل.

## روابط خارجية
- NGC 7704 على موقع ويكي سكاي: DSS2, SDSS, GALEX, IRAS, Hydrogen α, X-Ray, Astrophoto, Sky Map, Articles and images